# Arsenal VB-10
Die Arsenal VB-10 ist ein Jagdflugzeug des französischen Herstellers Arsenal de l’Aéronautique.

## Geschichte
Die VB-10 geht auf die Idee des damaligen Direktors der Arsenal de l’Aéronautique Michel Vernisse zurück, ein Jagdflugzeug mit zwei hintereinander liegenden Motoren für bessere Flugleistungen und höhere Ausfallsicherheit zu bauen. Beide Motoren sollten jeweils eine Luftschraube am Bug antreiben, wobei der hintere Motor seine Kraft per Fernwelle übertragen sollte. Das Cockpit sollte zwischen den beiden angeordnet sein. Gemeinsam mit dem Chef der Entwicklungsabteilung Jean Galtier begann 1937 die Konstruktion eines VG-10 (Vernisse-Gaultier-10) genannten Experimentalflugzeuges in Holzbauweise. Die mögliche Serienversion sollte die Bezeichnung VG-20 erhalten. Als Antrieb sollten zwei flüssigkeitsgekühlte Zwölfzylindermotoren Hispano-Suiza 12Y dienen. Um die technisch anspruchsvolle Fernwelle vor Verformungen zu schützen, wurde diese in einzelne Elemente mit Kupplungen eingeteilt. Erste Prüfstandversuche waren erfolgreich, dennoch wurde die VG-10 nie gebaut, da es Probleme mit der Stabilität der Motorverkleidungen gab, deren Verstärkung ein zu hohes Gewicht des Jägers ergeben hätten.
Während sich daraufhin Gaultier mehr mit dem Entwurf der Arsenal VG-30 beschäftigte, nahm sich der Ingenieur Robert Badie des Entwurfes an, der den nun VB-10 genannten Entwurf auf eine Metallbauweise umkonstruierte. Die französische Regierung bestellte 40 Exemplare, die jedoch nach dem Einmarsch der Deutschen durch die Verlegung des Arsenal-Werkes in den Süden des Landes nicht produziert werden konnten. Nach der Besetzung des Landes durch die Deutschen und der Besichtigung der Maschine schlugen Abgesandte des Reichsluftfahrtministeriums den Einbau zweier Junkers-Jumo-213-Motoren in der als VB-15 bezeichneten Version vor, was jedoch bis zum Kriegsende nicht realisiert wurde. Nach dem Ende der Besatzung wurde die Entwicklung der Maschine weiter vorangetrieben. Als Antrieb waren nun zwei Hispano-Suiza 12Z vorgesehen. Aufgrund des Mangels an Ingenieuren und Einrichtungen sollte die Fertigung bei der Société Nationale de Constructions Aéronautiques du Nord in Méaulte erfolgen.
Der Erstflug erfolgte am 7. Juli 1945 in Lyon-Bron mit Testpilot Modeste Vonner am Steuer. Schon am 22. Dezember 1945 erfolgte übereilt die Bestellung von 200 Maschinen für die französischen Luftstreitkräfte, die bis Januar 1948 ausgeliefert werden sollten. Die Flugerprobung zeigte jedoch einige Mängel der Konstruktion auf. So gab es Probleme mit der Synchronisation der Propeller, der Kühlung der Motoren und dem Erreichen der Flugleistungen durch eine inzwischen veraltete Aerodynamik. Da die Maschine nur 491 km/h in Bodennähe und 610 km/h in größeren Höhe (gefordert waren 700 km/h) erreichte, wurde im Februar 1946 die Bestellung auf 50 Stück reduziert. Am 11. Juli 1946 wurde der erste Prototyp bei einem Testflug beschädigt, da der hintere Motor ausgefallen und in Brand geraten war. Der Pilot Roger Receveau konnte jedoch sicher landen. Am 21. September 1946 startete der verbesserte zweite Prototyp zu seinem Erstflug. Er war mit einem geänderten Lufteinlauf für die Motoren, einer neuen Cockpithaube und der kompletten vorgesehenen Bewaffnung (vier 20-mm-Kanonen und sechs 12,7-mm-MG) ausgerüstet. Ende 1946 entschied die Luftwaffe jedoch, die Maschinen nur noch als Aufklärer einzusetzen, wozu zwei Kameras in den hinteren Rumpf eingebaut werden sollten. Der Test des zweiten Prototyps ab Februar 1947 bestätigten die Ergebnisse der ersten Maschine. Die VB-10 war für ihre Zeit zu schwer, zu langsam und zu schwerfällig.
Dennoch startete am 3. November 1947 mit Pierre Decroo an Bord die erste Serienmaschine zu ihrem Erstflug, die sich durch vor allem durch ein vergrößertes Seitenleitwerk und den Wegfall der MG von den Prototypen unterschied. Nach einem Unfall am 10. Januar 1948, den Decroo nur schwer verletzt überlebte, da er infolge des Versuchs, die Maschine über unbewohntem Gebiet abstürzen zu lassen, zu spät aus der Maschine ausgestiegen war, beendete der damalige Armee-Minister Pierre-Henri Teitgen am 18. Februar 1948 das Programm. Als Ursache des Unfalls stellte sich der Verstellmechanismus des hinteren Propellers heraus, der während des Fluges den Propeller in die falsche Richtung verstellte und so den hinteren Motor überdrehte, was zu dessen Zerstörung und dem Brand führte. Aufgrund der hohen Kosten und schon zehn fertiggestellter Maschinen gab man der Maschine eine letzte Chance, die jedoch tragisch endete. Beim Erstflug der dritten Serienmaschine mit Henri Koechlin an Bord stürzte diese bereits nach zehn Minuten ab, wobei der Testpilot getötet wurde. Daraufhin wurden jegliche Flüge untersagt und alle Maschinen (einschließlich des noch nie geflogenen dritten Prototyps mit Jumo-Motoren) verschrottet.

## Konstruktion
Die VB-10 war ein einsitziger und zweimotoriger Tiefdecker in Metallbauweise. Seine Besonderheit war der Einbau von je einem flüssigkeitsgekühlten Zwölfzylindermotor Hispano-Suiza 12Z vor und hinter dem Cockpit, die jeweils einen dreiblättrigen Propeller von Ratier am Bug antreiben sollten. Die Motoren waren mit Turboladern von Turboméca ausgerüstet. Der hintere Motor übertrug seine Kraft über eine mehrteilige, über Kupplungen verbundene und unter dem Sitz des Piloten verlaufende Fernwelle an den vorderen Propeller. Der Rumpf war eine Konstruktion aus verschweißten Stahlrohren die mit größtenteils abnehmbaren Metallplatten beplankt war. Diese Platten bestanden aus glatten Duraluminiumblech auf der Außenseite, die auf der Innenseite mit gewellten Metallplatten verstärkt waren. Die zweiholmigen Tragflächen waren ebenfalls mit Metall beplankt. Als Bewaffnung waren in der Serienversion vier 20-mm-Maschinenkanonen in den Tragflächen vorgesehen.

## Technische Daten
| Kenngröße             | Daten                                           |
| --------------------- | ----------------------------------------------- |
| Besatzung             | 1                                               |
| Länge                 | 12,98 m                                         |
| Spannweite            | 15,49 m                                         |
| Höhe                  | 5,20 m                                          |
| Flügelfläche          | 35,5 m²                                         |
| Flügelstreckung       | 6,8                                             |
| Leermasse             | 6600 kg                                         |
| max. Startmasse       | 9500 kg (geplant)                               |
| Marschgeschwindigkeit | ? km/h                                          |
| Höchstgeschwindigkeit | 700 km/h                                        |
| Dienstgipfelhöhe      | 11,010 m                                        |
| Reichweite            | 1700 km (geplant)                               |
| Triebwerke            | zwei Hispano-Suiza 12Z mit je 772 kW (1.050 PS) |
| Bewaffnung            | vier 20-mm-Kanonen HS 404                       |